# Pristocera
Pristocera é um gênero de insetos, pertencente à família Bethylidae.